# Mouette à queue fourchue
Creagrus furcatus
 (juin 2022).
Genre
Espèce
Statut de conservation UICN

 LC  : Préoccupation mineure
La mouette à queue fourchue (Creagrus furcatus) est une espèce d'oiseaux de mer de la famille des laridés. Il s'agit d'une espèce pratiquement endémique des îles Galápagos, de mœurs essentiellement nocturnes et hauturières.
Le genre Creagrus ne comporte que cette espèce (genre monotypique). Elle a été décrite pour la première fois par le naturaliste et chirurgien français Adolphe-Simon Neboux en 1846.

## Comportement

### Alimentation
La mouette à queue fourchue est le seul oiseau de mer à se nourrir exclusivement de façon nocturne, principalement de poissons et de calmars qui remontent à la surface la nuit pour se nourrir de plancton.

### Cris

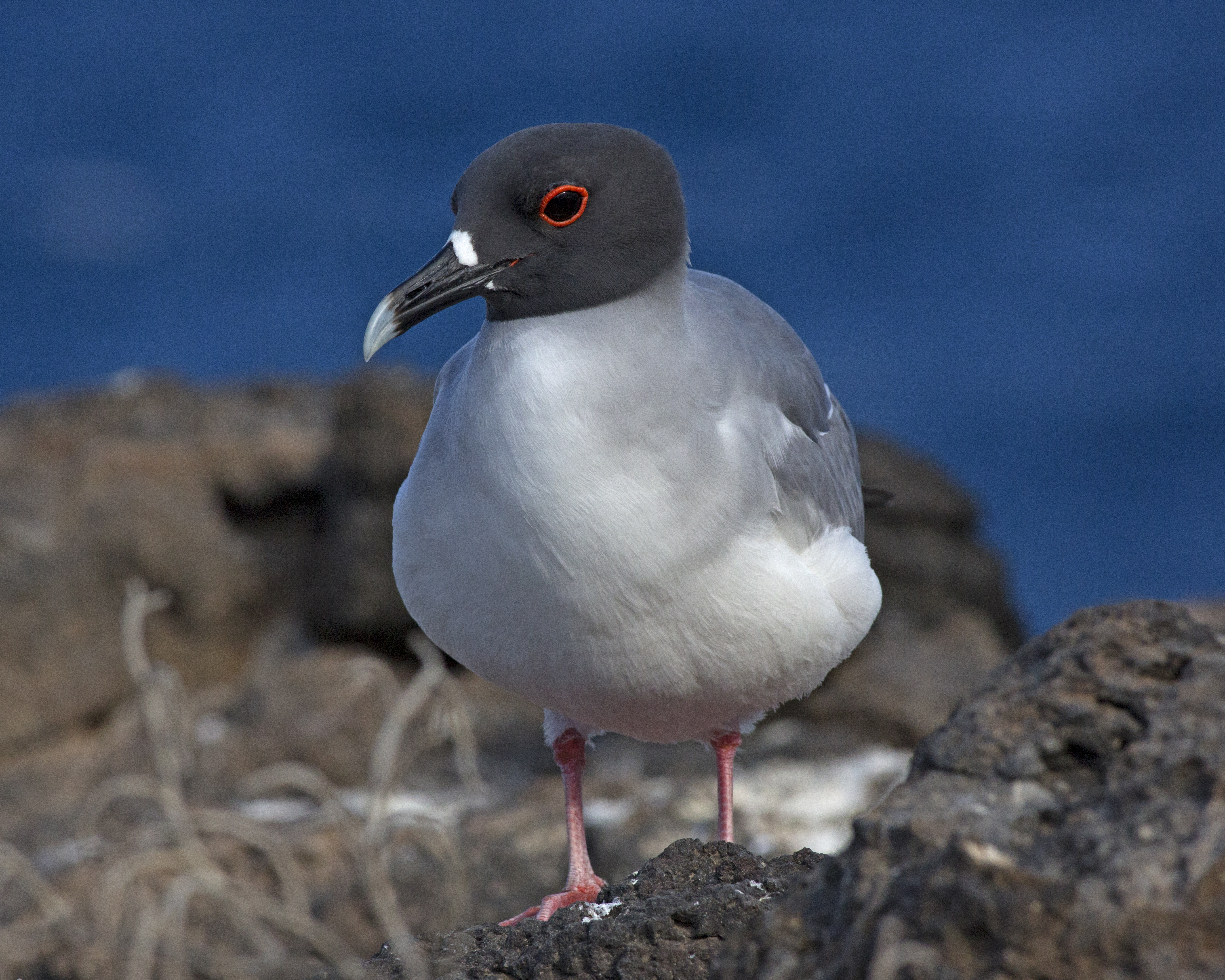

Les cris et les démonstrations de la mouette à queue fourchue sont très différents de ceux des autres mouettes, ressemblant davantage aux vocalisations de la mouette tridactyle et de la mouette de Sabine. Le cri le plus fort et le plus communément entendu est une alarme appelée "rattle-and-whistle" en anglais, un cri gargouillant émis avec la tête qui bouge d'un côté à l'autre. Ce cri est contagieux, les autres oiseaux s'y joignant sans en voir la cause. 
Un kweek, kweek, kweek fort et rapide est le cri de salutation entre partenaires, émis avec la tête et le cou courbés vers le sol.

### Reproduction

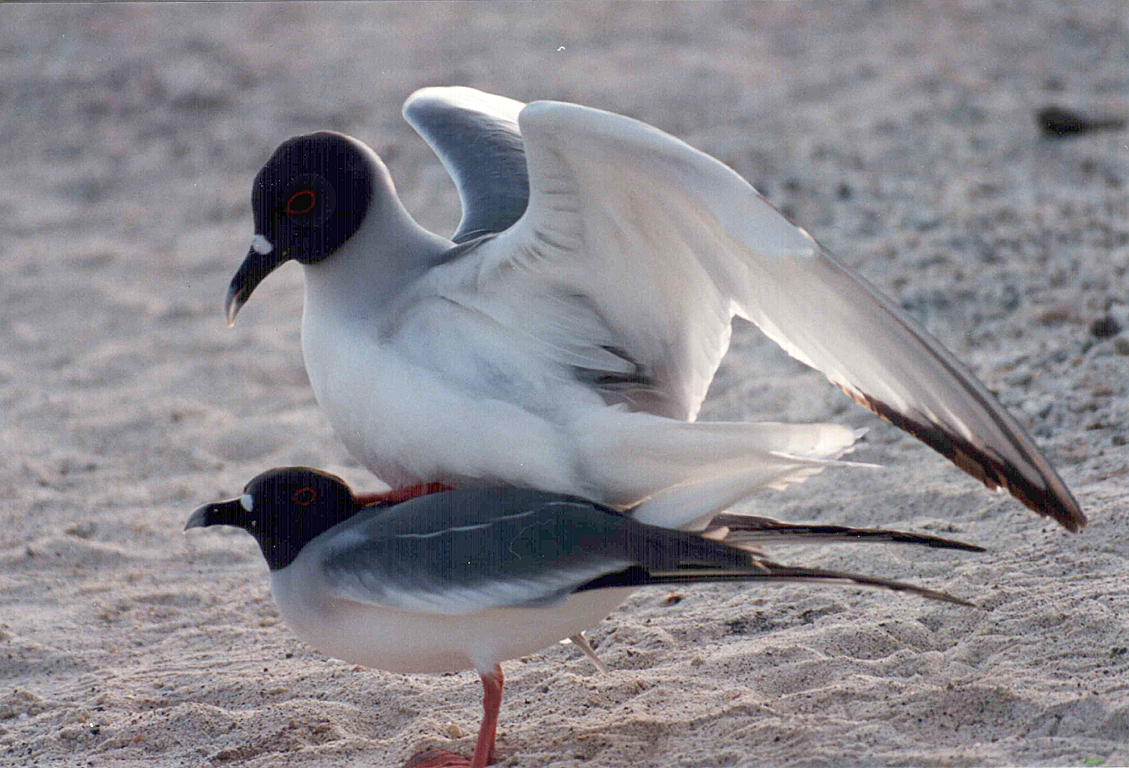

La mouette à queue fourchue se reproduit à partir de l'âge de 5 ans environ, les couples restant fréquemment ensemble d'une année sur l'autre. La plupart se reproduisent toute l'année en colonies mixtes sur les falaises des îles Galapagos. 
La nourriture pour les jeunes est chassée dans les mers proches des colonies de nidification. Le nid est construit sur une petite plate-forme sur une falaise, généralement à moins de 10 m au-dessus du niveau de la mer, en recouvrant le sol rocheux de petits morceaux de lave, de corail blanc et d'épines d'oursins, cela afin d'empêcher l'œuf de rouler. 

Aire de répartition et de chasse

La femelle pond généralement un œuf moucheté par tentative de reproduction. Les mouettes à queue fourchue sont des reproducteurs asynchrones, c'est-à-dire qu'ils peuvent se reproduire à n'importe quel moment de l'année, et suivent un cycle de neuf mois, ou moins si un œuf ou un poussin n'a pas réussi. L'œuf est généralement incubé pendant 31 à 34 jours. Un poussin prend son premier envol à environ 60-70 jours, et est nourri par les adultes jusqu'à environ 90 jours, quand il quitte la terre avec les adultes pour vivre en haute mer.